# Sarcotherichnus
Sarcotherichnus (Саркотерикнус — „траг месождера”) је изумрли ихнород плацентални сисара из изумрлог реда Hyaenodonta, који је у периоду раног олигоцена настањивао подручје Европе.

## Етимологија назива
| Ихнород:        | Поријекло назива од: | Значење назива: |
| --------------- | --- | --------------- |
| Sarcotherichnus | - старогрчке ријечи сарк (стгрч. σάρξ), која значи месо - старогрчке ријечи терион (стгрч. θήριον), која значи звијер - и старогрчке ријечи ихнос (стгрч. ίχνος), која значи траг | траг месождера  |

| Ихноврста:     | Поријекло назива од:                                                                | Значење назива:          |
| -------------- | ----------------------------------------------------------------------------------- | ------------------------ |
| S. enigmaticus | - рода Sarcotherichnus - и старогрчке ријечи анигма (стгрч. αἴνιγμα), која значи загонетка | загонетни траг месождера |

## Опис
Sarcotherichnus enigmaticus је назив за јединку непознате врсте сисара из реда Hyaenodonta, која је иза себе оставила добро очуване отиске стопала (промјера 5 cm) на простору фосилни локалитета у департману Воклиз (Француска).

## Систематика

### Класификација
| Ихноврста:                        | Распрострањеност фосила и локација:    | Временски распон:      |
| --------------------------------- | -------------------------------------- | ---------------------- |
| †S. enigmaticus (Demathieu, 1984) | Француска (Прованса-Алпи-Азурна обала) | 33,9 до 28,4 мил. год. |